# Coccygorhynchites sericeus
Coccygorhynchites sericeus is een keversoort uit de familie Rhynchitidae. De wetenschappelijke naam van de soort is voor het eerst geldig gepubliceerd in 1797 door Herbst.